# Биргильда (посёлок)
Биргильда́ — посёлок в Сосновском районе Челябинской области. Входит в состав Полетаевского сельского поселения.

## География
Через посёлок протекает река Карагайелга. Ближайшие населённые пункты: посёлок Ленинский и деревня Верхние Малюки.

## Население
| 2002 | 2010 |
| ---- | ---- |
| 263  | ↗272 |

Гендерный состав
По данным Всероссийской переписи в 2010 году 113 мужчин и 159 женщин из 272 человек.

## Улицы
Уличная сеть посёлка состоит из 6 улиц.